# ناثان براون (لاعب دوري الرغبي أسترالي)
ناثان براون (بالإنجليزية: Nathan Brown)‏ هو لاعب دوري الرغبي أسترالي، ولد في 1 مارس 1993 في Fairfield, New South Wales ‏ في أستراليا.